# Щёточно-коллекторный узел
Щёточно-коллекторный узел — узел электрической машины, обеспечивающий электрическое соединение цепи ротора с цепями, расположенными в неподвижной части машины. Состоит из коллектора (набора контактов, расположенных на роторе) и щёток (скользящих контактов, расположенных вне ротора и прижатых к коллектору).

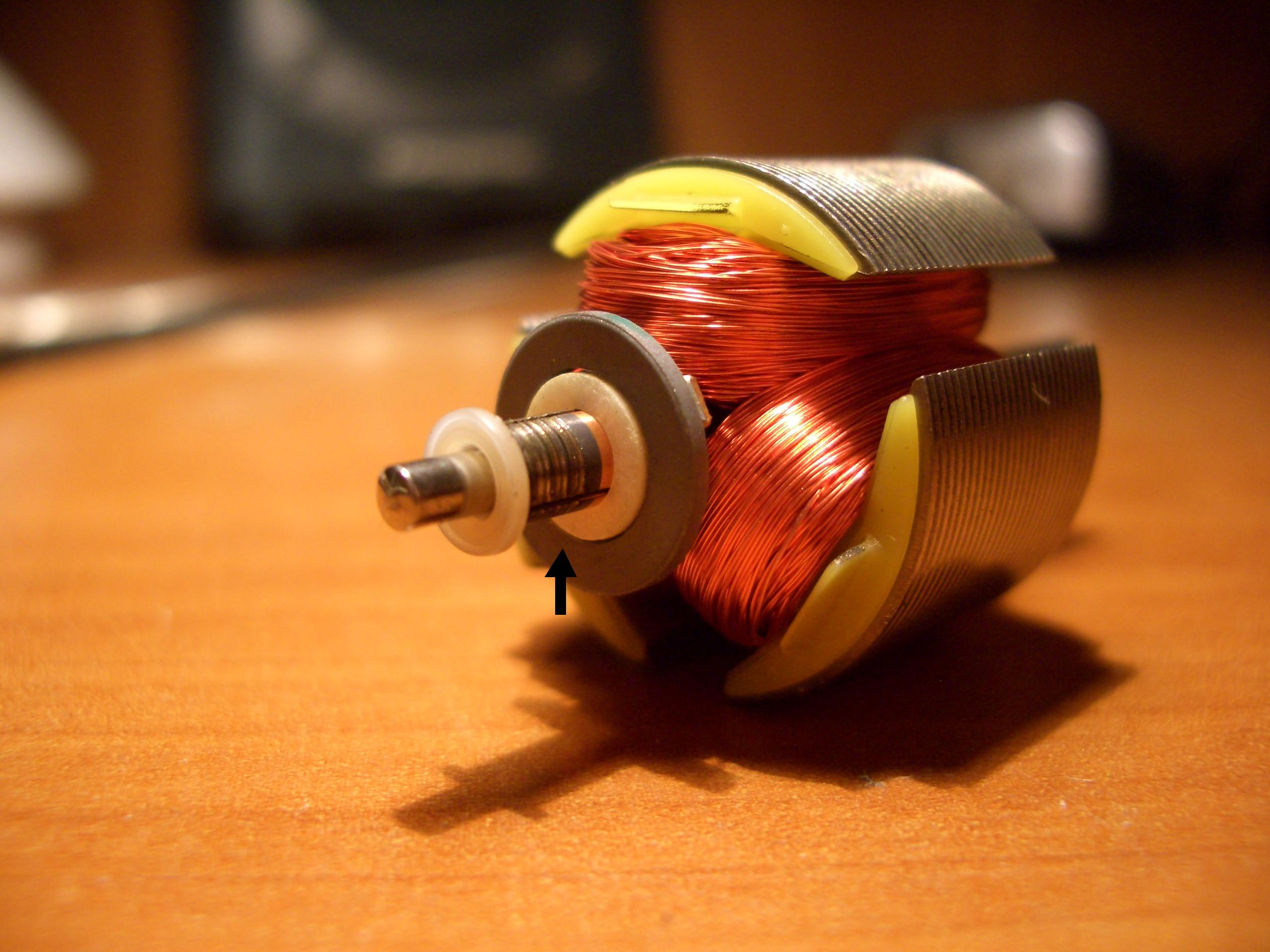
Коллектор со следами износа (показан стрелкой)

В коллекторном электродвигателе щёточно-коллекторный узел одновременно выполняет две функции:
- является датчиком углового положения ротора (датчик угла) со скользящими контактами;
- является переключателем направления тока со скользящими контактами в обмотках ротора в зависимости от углового положения ротора.

В бесколлекторных электродвигателях постоянного тока (вентильный электродвигатель) электронным аналогом щёточноколлекторного узла является датчик положения ротора и электронный переключатель направления тока в обмотках статора (инвертор).
В генераторах также одновременно выполняет две функции: является датчиком углового положения ротора со скользящими контактами и переключателем направления тока со скользящими контактами на токосъёмах (щётках) в зависимости от углового положения ротора, то есть является механическим выпрямителем.
В бесколлекторных генераторах переменного тока (синхронный генератор) обе функции — и датчика углового положения ротора (по направлению и величине ЭДС), и переключателя направления тока на выходных зажимах (по направлению и величине ЭДС) выполняет неуправляемый выпрямитель на диодах.
Кроме того, до середины XX в. широкое распространение имели механические выпрямители, коллекторы которых вращались синхронными двигателями для выпрямления сетевого напряжения. Применялись для мощных потребителей, устанавливались на заводах по производству алюминия, на тяговых подстанциях железных дорог и, иногда, трамваях.

## Недостатки

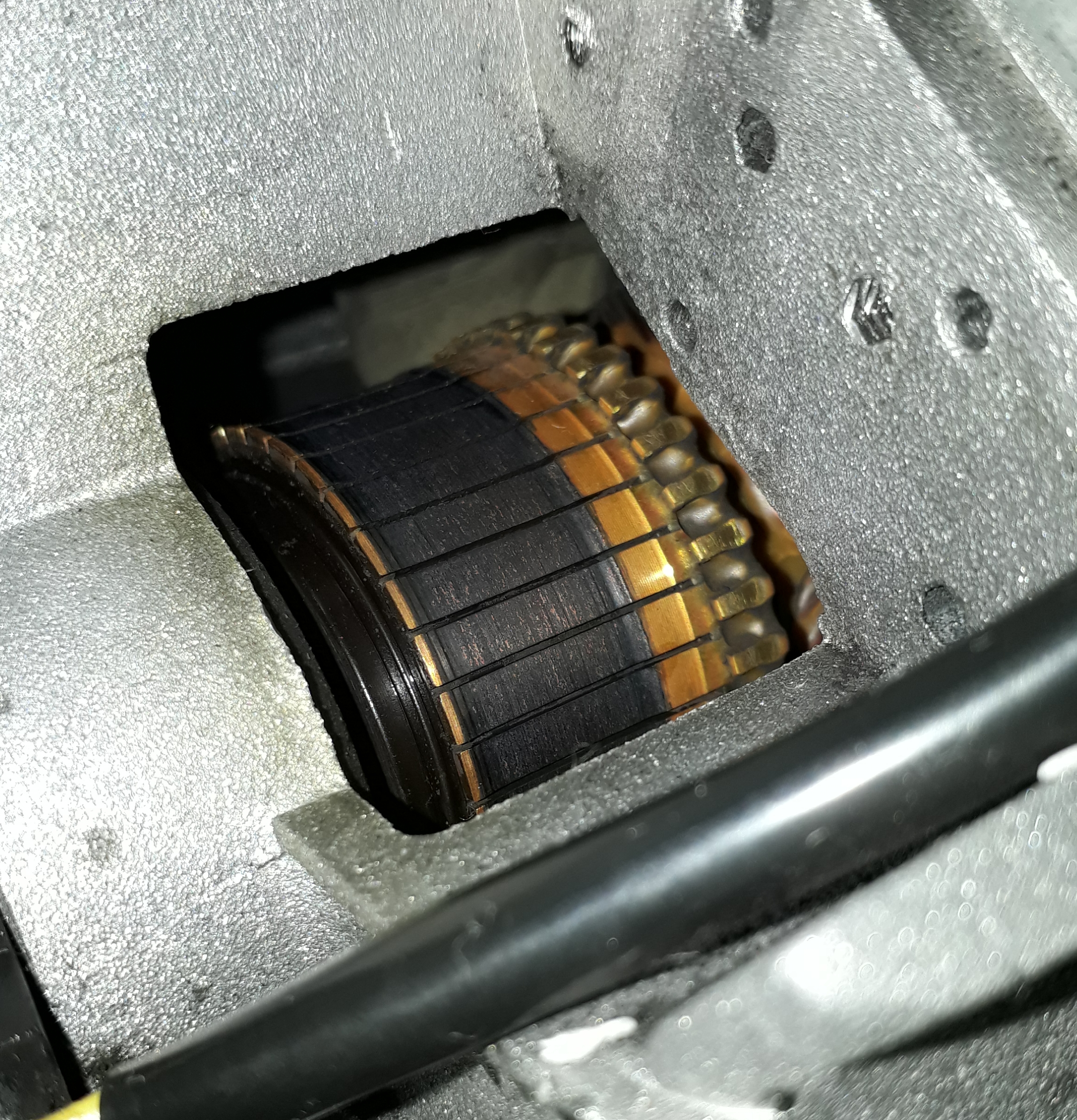
Износ коллектора в двигателе стиральной машины

Щёточно-коллекторный узел является одной из наименее надёжных частей электрических машин, поскольку скользящие контакты интенсивно изнашиваются от трения, причем это справедливо и для щёток, и для пластин коллектора (в меньшей степени). Предельный износ щёток вызывает перебои в работе коллекторного двигателя. Поскольку в практически применяемых коллекторных двигателях имеется осевой люфт якоря, а коллектор - проточку от щёток - возникает эффект восстановления. При этом прекративший работу электродвигатель на некоторое время возобновляет работу от сильного сотрясения в осевом направлении: коллектор смещается и начинает касаться щёток неизношенным краем. Это признак необходимости замены полностью изношенных щёток. Для профессионального электроинструмента щётки являются расходным материалом, а конструкция корпуса часто позволяет заменить щётки лишь открутив пластмассовые пробки-заглушки по бокам. По причине постоянного износа щёток с точки зрения надёжности предпочтительны двигатели без щёточно-коллекторного узла — вентильный электродвигатель, асинхронный двигатель с короткозамкнутым ротором, гистерезисный двигатель или синхронный двигатель с возбуждением от постоянных магнитов. 
Щёточный контакт при нормальных условиях работы вызывает наибольшее число отказов в работе электрических машин. Так, в среднем 25 % отказов коллекторных машин постоянного тока происходит из-за выхода из строя щеточно-коллекторного узла, а в транспортных установках доля таких отказов достигает 44…66 %).

## Примечание
Часть щёточно-коллекторного узла — «щётка» получила своё название от ранних конструкций, в которых действительно была похожа на щётку из множества гибких проволочек. В настоящее время изготавливается в виде бруска из графита или другого токопроводящего материала с малым удельным сопротивлением и малым коэффициентом трения.